# Mesochorus dissitus
Mesochorus dissitus là một loài tò vò trong họ Ichneumonidae.